# Berești-Tazlău, Bacău
Berești-Tazlău este satul de reședință al comunei cu același nume din județul Bacău, Moldova, România. La recensământul din 2002 avea o populație de 1282 locuitori. Exploatare de gaze naturale.